# Politievakbond ACP
Politievakbond ACP is een landelijke vakbond voor politiemensen en buitengewoon opsporingsambtenaren (BOA's)  in Nederland met ruim 25.000 leden. De ACP sluit, als een van de landelijke politievakbonden, met de minister van Justitie en Veiligheid de cao voor de sector politie af.
De ACP is ook een vereniging. De visie van de ACP richt zich op 'de vereniging, het vakmanschap en rechtvaardige arbeidsvoorwaarden voor politiemensen'.
De ACP heeft een christelijke identiteit en achtergrond. Zij zegt dat dat "niet meer dogmatisch" is, maar "meer vanuit het idee dat de uitgangspunten, de wortels in de christelijk sociale beweging liggen".

## Geschiedenis
De ACP bestaat sinds 7 januari 1981. De vakbond is een fusie van twee oudere politievakbonden, de Katholieke Politiebond Sint Michaël (opgericht op 29 januari 1914), en de protestantse Bond van Christelijke Politie Ambtenaren (BCPA) (24 augustus 1915). Bij de fusie in 1981 ontstond de Algemeen Christelijke Politiebond, maar sinds een naamswijziging eind 1998 wordt uitsluitend nog de afkorting ACP gebruikt.
Voorzitters: H.J. van Teeuwen (1981-1984), Gert Koffeman (1984-1989), Mike Blijleven (1990-1993), Piet Kruizinga (1993-1998), Joop Vogel (1998-2003), Gerrit van de Kamp (2004-2022) en Wim Groeneweg (2022-heden).